# HMS Vesper (D55)
«Веспер» (англ. HMS Vesper (D55) — військовий корабель, ескадрений міноносець «Адміралті» типу «V» Королівського військово-морського флоту Великої Британії за часів Першої та Другої світових війн.
«Веспер» був закладений 7 грудня 1916 року на верфі компанії Alexander Stephen and Sons у Глазго. 15 грудня 1917 року він був спущений на воду, а 20 лютого 1918 року увійшов до складу Королівських ВМС Великої Британії.
Корабель брав участь у бойових діях на морі в Першій та Другій світових війнах. У роки Другої світової переважно бився в Атлантиці, біля берегів Франції, Англії та Норвегії, супроводжував союзні конвої. За проявлену мужність та стійкість у боях відзначений чотирма бойовими нагородами.

## Історія служби

### Післявоєнний час
В результаті реорганізації флотилії есмінців Королівського флоту в 1921 році «Веспер» був включений до складу 9-ї флотилії есмінців разом з лідерами есмінців «Дуглас», «Валентайн» і «Валькірія» та есмінцями «Вансесса», «Верден», «Венчурос», «Вів'ен» і «Вітлі». 4 квітня 1922 року вся флотилія була переведена до резервного флоту і розміщена в Росайті, Шотландія, зі скороченим екіпажем, але 8 квітня 1925 року вона була знову введена в дію і перейменована на 7-му флотилію есмінців.

### Друга світова війна
У 1939 році «Веспер» повторно вивели з резерву до бойового складу флоту. Після того, як Велика Британія вступила у Другу світову війну у вересні 1939 року, корабель увійшов до сил Королівських ВМС, які виконували завдання з ескорту конвоїв та патрулювання у Південно-західних підходах до грудня 1939 року. З січня до квітня 1940 року «Веспер» виконував аналогічні обов'язки в Ла-Манші та Північному морі. 14 лютого 1940 року «Веспер» та есмінець «Вітшед» врятували 72 вцілілих з британського торгового судна Sultan Star, яке німецький підводний човен U-77 затопив південно-західніше островів Сіллі.
У травні 1940 року «Веспер» був направлений у складі 19-ї флотилії міноносців до Гаріджа і призначений для підтримки евакуації військ із Франції. 10 травня 1940 року він доставив групу підривників до Імуйдена в Нідерландах під час операції XD, щоб знищити там нафтові резервуари та запобігти захопленню наступаючими силами німецької армії. 14 травня 1940 року есмінець брав участь в операції «Орднанс», евакуації сил з Гук-ван-Голланд. У червні 1940 року у складі флотилії есмінців біля Дувра забезпечував вогневу підтримку британським експедиційним силам, що відступали з французького Ле-Трепор.
У липні 1940 року «Веспер» перейшов до 21-ї флотилії есмінців у Ширнессі, що патрулювала та супроводжувала конвої у Ла-Манші та Північному морі, а також забезпечувала прикриття англійського узбережжя з моря від німецьких сил вторгнення. «Веспер» та «Віндзор» врятували 111 вцілілих з британського торговельного судна Beignon, яке німецький підводний човен U-30 потопив у 300 морських милях на захід від Уессана. 13 вересня 1940 року корабель разом з лідером «Кемпбелл» і ескортним есмінцем «Гарт» вийшли у патрулюванні біля узбережжя Нідерландів і мали намір здійснити бомбардування Остенде, але погана видимість спонукала до скасування артилерійського обстрілу. 8 жовтня 1940 року він відбуксирував ескортний есмінець «Гемблдон» у безпечне місце в Ширнессі після того, як той підірвався на морській міні в Ла-Манші біля Південного Форленда і зазнав серйозних пошкоджень.
12 грудня 1942 року есмінці «Веспер», «Вітшед» і «Вустер», ескортні міноносці «Олбрайтон» і «Броклесбі», а також ескортний міноносець Королівського флоту Норвегії «Ескдейл» атакували німецьке судно в Ла-Манші. Торпедами з «Ескдейл» був потоплений 387-тонний Sperrbrecher Beijerland на захід від Ле-Трепор та торпедами з «Вітшеда» потопили 1236-тонний Gauss ( Sperrbecher 178) на північний схід від Дьєппа, Приморська Сена.